# Абуласан
Абуласан (груз. აბულასანი) — грузинский политик XII века, занимавшим должность мэра Тбилиси и эристави Картли (1185–1188 гг.).

## Биография
Во время восстания казначея Кутлу Арслана, Абуласан присоединился к группе горожан и состоятельных граждан в борьбе за ограничение царской власти в 1191 году, что закончилось арестом Кутлу Арслана; его сторонники были приведены к покорности. Дабы избежать новых волн восстания, царица Тамара повысила Абуласана до должности амиртамира Тбилиси, сделав его помощником мечурчлетухуцеси (казначей). Некоторые историки считают, что его также пригласили в "Дарбази" (царский совет) как представителя торгового класса.
Вопрос о браке царицы Тамары был вопросом государственной важности. Каждая группа стремилась выбрать и обеспечить принятие своего кандидата, чтобы укрепить свои позиции и влияние при дворе. Две основные фракции боролись за влияние при дворе Тамары: клан Мхаргрдзели и Абуласан. Победила фракция Абуласана, выбор был утвержден тетей Тамары Русудан и советом феодальных лордов. Их выбор пал на Юрия, сына убитого князя Андрея Боголюбского из Владимиро-Суздальского княжества, который жил как беженец среди кыпчаков Северного Кавказа. Абуласан, будучи влиятельной фигурой в царстве, призвал великого торговца Занкана Зоравабели и поручил ему привести жениха в Тбилиси. Занкан выполнил свою миссию с рвением, принц был доставлен в Грузию, чтобы жениться на царице в 1185 году. Поддержанный Юрием, Абуласан был назначен мечурчлетухуцеси (1187–1188) Грузии и был также назначен эристави Картли (должность, которая была отнята у Рати Сурамели). После изгнания Юрия из Грузии Абуласан был лишен всех должностей, а его имущество конфисковано.